# Burg Schnellenberg
Die Burg Schnellenberg ist eine Höhenburg über dem Biggetal in der Nähe der Stadt Attendorn im Kreis Olpe in Nordrhein-Westfalen. Die Burg hat 3 Bewohner (Stand: 30. Juni 2024).

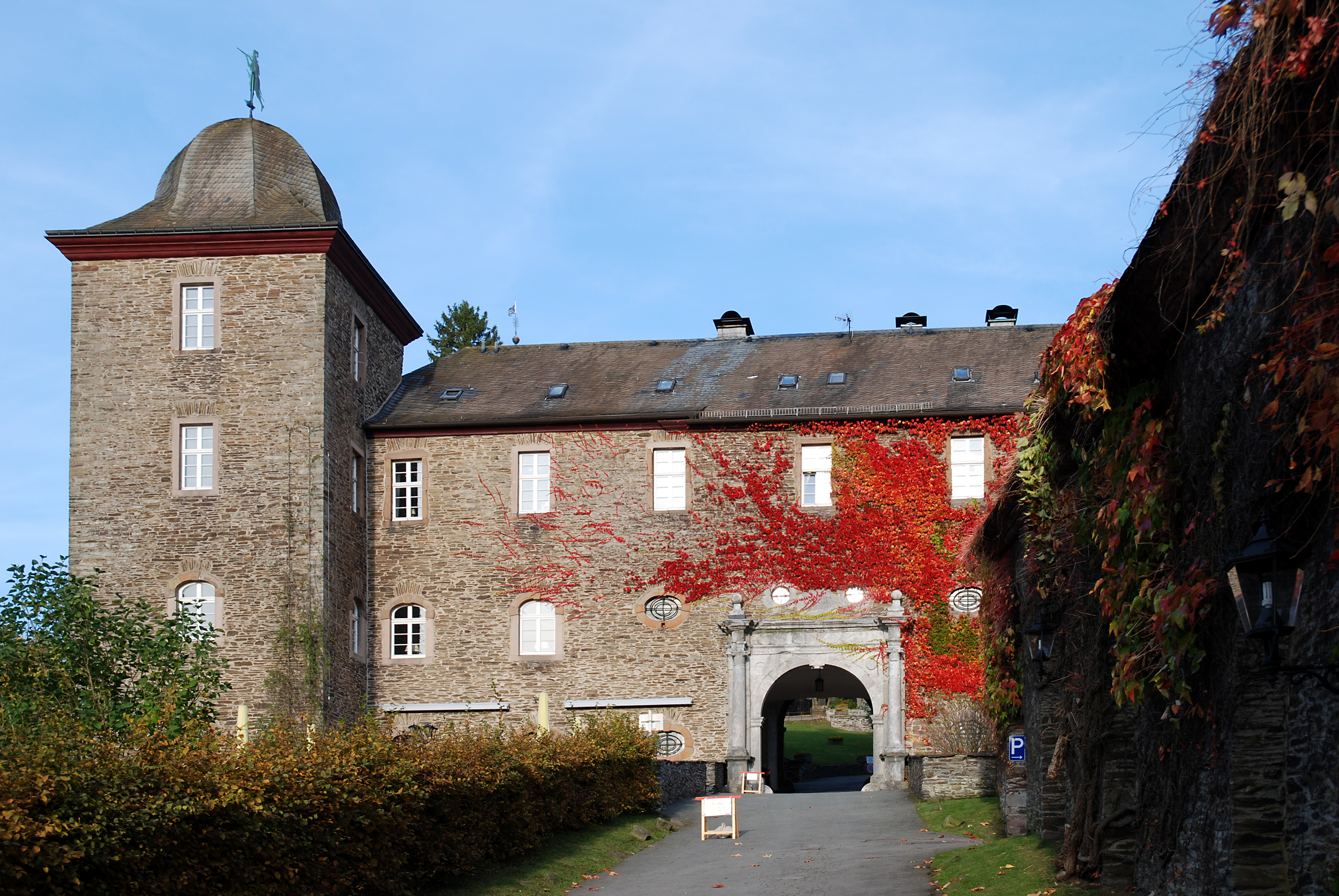
Eingangsbereich

## Geschichte

### Gründung 1222 als kölnische Schutzburg für Attendorn
Nachdem der Kölner Erzbischof Engelbert von Berg 1222 den Ort Attendorn befestigt hatte, wurde von ihm zur gleichen Zeit die Burg Schnellenberg angelegt. Dieses ist in einem Abkommen mit dem Grafen von der Mark belegt, dem auf der Burg zwei Burglehen überlassen wurden. Zweck der Errichtung der Burg war die Sicherung der Heidenstraße.

### Ausbau nach 1291 unter Johann von Plettenberg
1288 musste nach der für das Kölner Erzbistum verhängnisvollen Schlacht bei Worringen die nur gut drei Kilometer südwestlich gelegene kölnische Burg Waldenburg 1289 pfandweise an den Grafen von der Mark abgetreten werden. Als Ausgleich ließ Johann I. von Plettenberg, der Marschall des Herzogtums Westfalen um 1291 die Burg Schnellenberg mit tatkräftiger Hilfe der Bürger von Attendorn neu und stärker befestigen. 1294 versprach der Kölner Erzbischof, Siegfried von Westerburg, den Bürgern von Attendorn, die ihm beim Bau des Castrum Snellenberch behilflich waren, dass ihnen von demselben niemals Schaden zugefügt werde.
Die Bedeutung der Burg Schnellenberg verminderte sich jedoch rasch wieder, nachdem die verpfändete Waldenburg im Jahre 1300 von Erzbischof Wigbold von Holte eingelöst werden konnte und er Johann von Plettenberg, von dem er ein Darlehen von 700 Mark erhalten hatte, zum Drosten des weitausgedehnten Amtes Waldenburg bestellte.
Nach dem Tode Johannes von Plettenbergs gab sein Sohn Heidenreich die Burg dem Kölner Erzbischof Walram von Jülich zurück. In der Urkunde vom 12. Juli 1339 heißt es dazu: „Allen die gegenwärtig Urkunde sehen oder hören werden, tun wir Heidenrich von Plettenberg, Sohn des verstorbenen Ritters, Herrn Johannes von Plettenberg, und seine Ehefrau Pyronetta kund und bekennen durch den Inhalt gegenwärtiger Urkunde, das wir für uns und unsere Erben rein und einfach, von selbst und aus unserem freien Entschluss durch gegenwärtige Urkunde in die Hände unsere hochwürdigen Herrn, Herrn Walrams, Erzbischof von Köln und seiner Kirche von Köln wegen der besonderen Zuneigung, die wir ihnen entgegenbringen, und der Gunstbeweise, die uns von unserem Herrn selbst zuteilgeworden sind, die durch meinen, Heidenrichs, verstorbenen Vater erbaute Burg Schnellenberg und die einstmals von demselben mit seinem eigenen Gelde erworbene Gerichtsbarkeit über die Stadt Attendorn und all ihrem Zubehör überlassen und aufgetragen haben, indem wir allem Recht entsagen, das uns oder unseren besagten Erben oder irgendeinem von ihnen an besagter Burg und Gerichtsbarkeit und ihrem Zubehör zusteht oder zustehen könnte ...“.

### Besitz der Lehnsmänner Vogt von Elspe und von Schnellenberg nach 1339

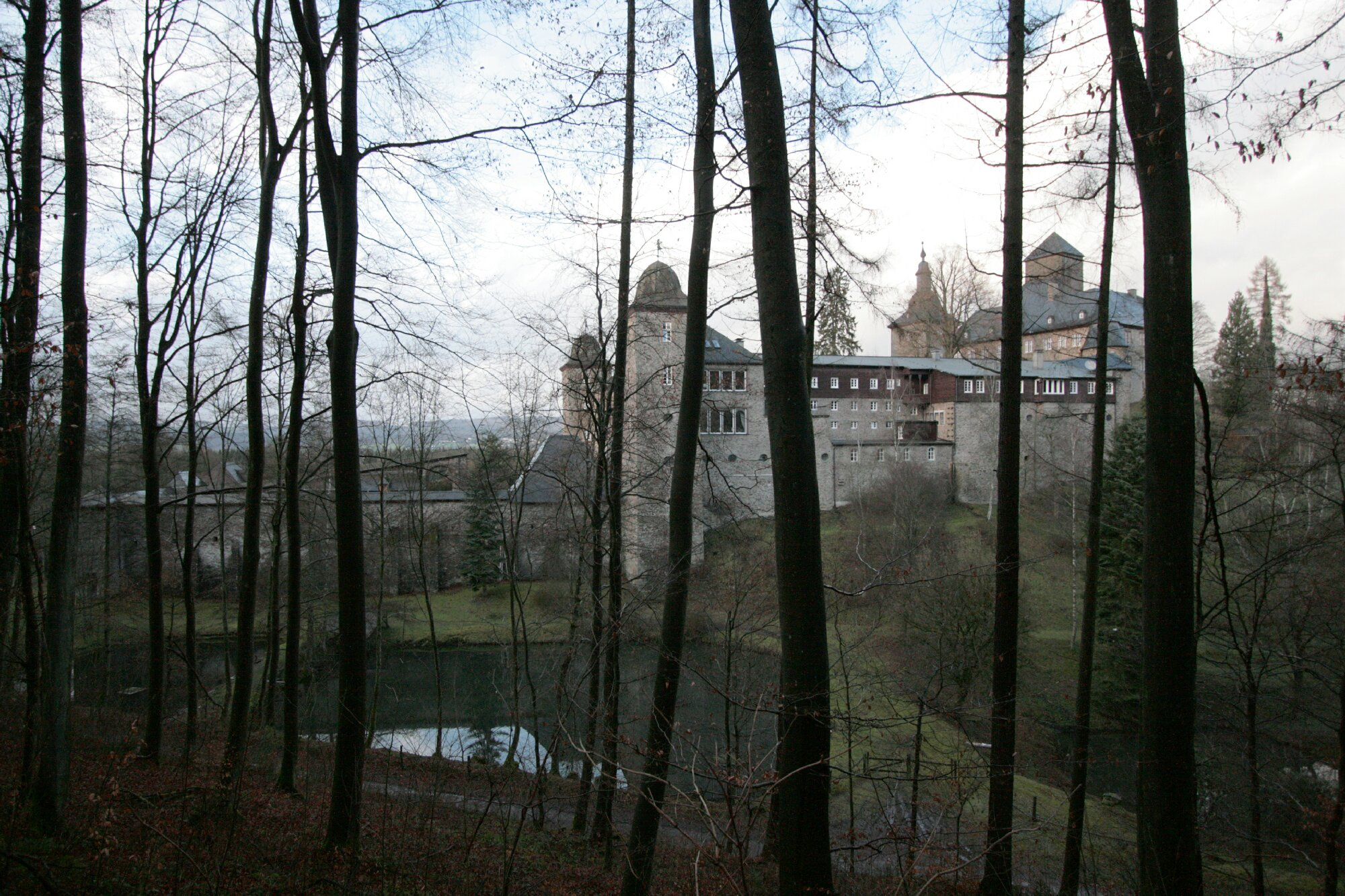
Blick vom Kutschenberg zur Burg

Der Erzbischof setzte daraufhin unter anderen die Vögte von Elspe als Burgmänner auf Schnellenberg ein.
1337 lebten auch Goswin und Hermann von Schnellenberg auf der Burg, die sie sich offenbar mit den Vögte von Elspe teilten.
1411 erlaubte Erzbischof Friedrich von Köln der Grete, Witwe des Wilhelm Vogt von Elspe und ihren Kindern, ein Haus in der Burg Schnellenberg zu bauen, um es zu bewohnen und ihr Burglehen dadurch zu verbessern.
1441 kam es zur Trennung zwischen den Brüdern Johann, Heinrich, Wilhelm und Dietrich Vogt von Elspe und einem Johann von Schnellenberg zu Schnellenberg. Johann behielt sein Haus mit dem Turm in Schnellenberg und das Haus an der unteren Seite der Porten, genannt „der Vögte altes Haus“, ferner drei Viertel der zur Burg gehörenden Äcker und Wiesen. Im Falle einer Fehde sollen sich die von Schnellenberg und die Vögte zu Elspe einander beistehen.
1471 verkauften die Vettern Hermann und Ailf von Schnellenberg ihre „Stätte und Burggesäß“ zu Schnellenberg auf der Burg neben dem Turm und die Hofstätte mit den alten Mauern darum mit Consens des
Lehnsherrn Erzbischof Ruprecht an Heinrich Vogt von Elspe.
1483 verkaufte Catharina, Witwe des Hermann Grevenstein, an Johann, Heinrich, Wilhelm und Dietrich Vogt ihr Burggesäß zu Schnellenberg. Sie war wahrscheinlich eine von Schnellenberg, vielleicht die Catharina, welche 1439 des Cordt Vogt von Elspe Ehefrau und des Johann von Schnellenberg Schwester genannt wird.
1512 wurde Johann von Schnellenberg von Erzbischof Philipp II. mit dem Burggesäß zu Schnellenberg belehnt. Er war ein Sohn Johanns, wurde 1519 mit seiner Frau Anna genannt und war hier der letzte seines Namens. Das geringe Lehn und die übrigen Güter auf und bei dem Schnellenberg gingen auf Jasper von Schungel von Berninchusen über, welcher des Johann Tochter Margaretha zur Gemahlin hatte.
1590 erfolgte die letzte Ausstellung eines Lehnsbrief an die Familie von Schnellenberg.

### Erwerb der Burg durch die Familie von Fürstenberg 1594

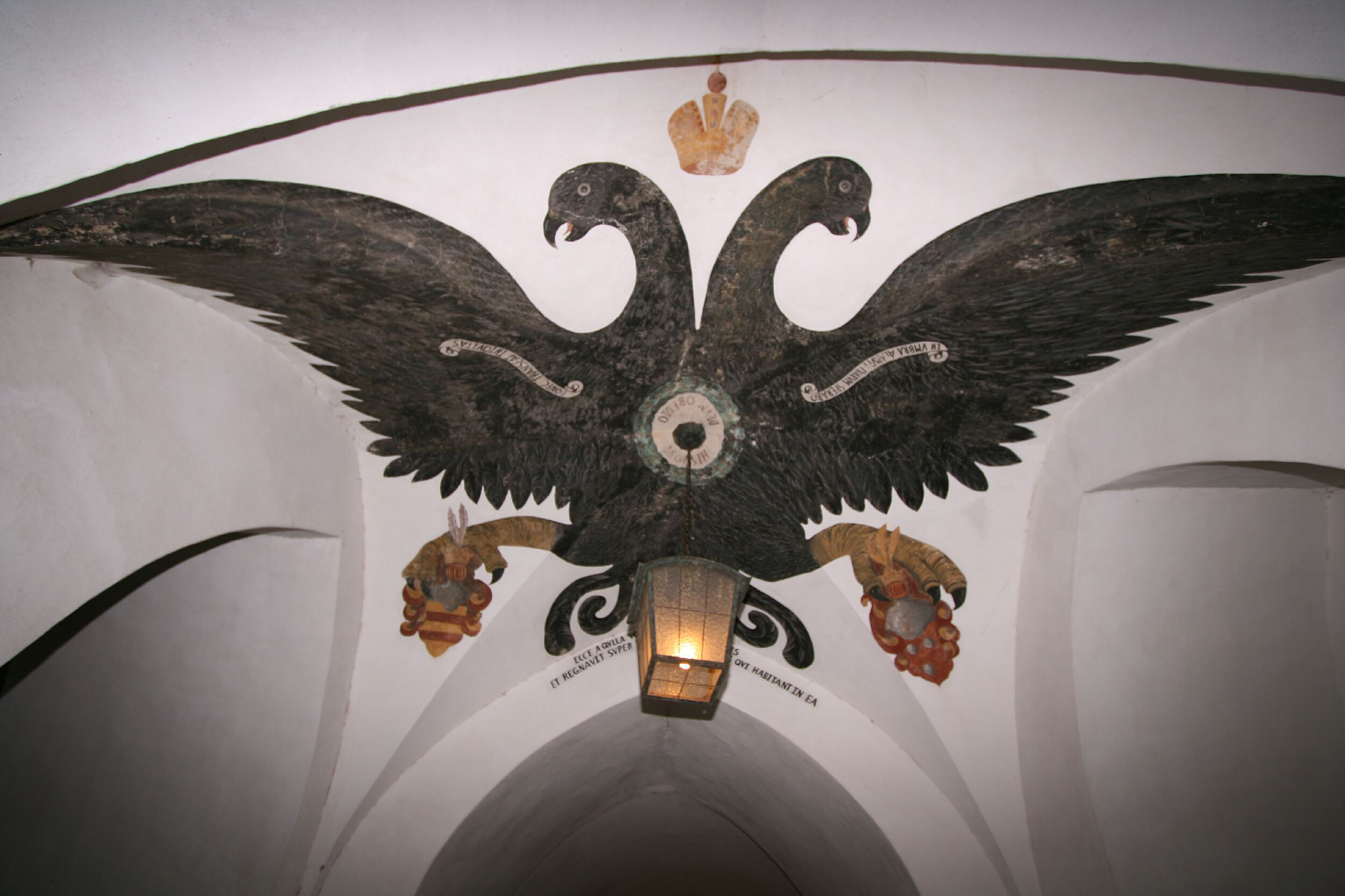
Reichsadler von 1695

1594 erfolgten Kaufverträge zwischen dem Drosten Caspar von Fürstenberg zu Bilstein und dem Bernhard Vogt von Elspe zu Borghausen sowie Hennecke Schungel über deren Anteile am Hause Schnellenberg. Schon beim Erwerb der Burg kamen die ersten Gespräche auf, die Burg sei eine Reichsburg gewesen. Nachdem Caspar von Fürstenberg 1595 in die Reichsritterschaft aufgenommen wurde, beantragte er die Reichsunmittelbarkeit auch für die Burg. In den Folgejahren ließ die Familie die Burg im Renaissancestil als Residenz um- und ausbauen.
1671 bestätigte die Stadt Attendorn der Familie von Fürstenberg, dass sie der Stadt niemals Schatz und Steuer gegeben hätten. Darauf forderten die Hauptmänner der Ritterschaft in Friedberg die Familie auf, den kaiserlichen Adler als Zeichen der Reichsunmittelbarkeit anzuschlagen. Der Kurfürst, welcher bisher hierzu schwieg, ordnete 1698 eine Untersuchung an. Erst 1701 ordnete die kurfürstliche Hofkanzlei in Bonn an, dem Antrag stattzugeben.
1785 zog Kurfürst Maximilian Franz den Freiherrn Clemens Lothar von Fürstenberg wegen des in einer Urkunde gebrauchten Ausdrucks zur Verantwortung und ordnete an, das Haus Schnellenberg der kölnischen Brand-Sozietät einzuverleiben. Freiherrn Clemens Lothar von Fürstenberg klagte seinerseits gegen diese Anordnung und erwirkte in den Vorinstanzen 1785 und 1789 günstige Anordnungen. Im Zuge dieser Prozesse ließ er sich 1791 seine Zugehörigkeit zur Reichsritterschaft erneut bescheinigen.
Zur endgültigen Entscheidung kam es erst 1802, als die hessen-darmstädtische Regierung mit dem Herzogtum Westfalen auch die Burg Schnellenberg in Besitz nahm. Am 17. September 1812 entschied endlich das Appellationsgericht in Darmstadt nach 217 Jahren zu Gunsten von Fürstenberg, dass das Schloss Schnellenberg nach der alten Reichsverfassung reichsunmittelbar gewesen sei.
Die Burg blieb Wohnsitz der Fürstenberg-Familie, bis diese ihren Hauptwohnsitz nach Schloss Herdringen bei Arnsberg verlegten.

### Die Burg nach 1800
Seit dem Wegzug der letzten Mitglieder der Familie von Fürstenberg 1835 war die Burg dem langsamen Verfall ausgesetzt. Wechselnde Pächter betrieben im Südteil der Vorburg eine Brauerei. 1889 wurde diese Vorburg durch einen Brand komplett zerstört. Danach wurde nur noch die Burgschänke weiter geführt, die neben einem Biergarten, dem „Grünen Plätzchen“, das sich hinter der Oberburg befand, auch über eine Kegelbahn verfügte.
Im Jahre 1902 war Schnellenberg so stark vom Verfall bedroht, dass die von Fürstenbergs einige Inventarstücke ausbauen und in das Schloss nach Herdringen bringen ließen.
1911/12 wurde in der Oberburg eine der ersten Jugendherbergen Deutschlands eingerichtet. Diese wurde 1928 wieder geschlossen, laut Boos (1958), weil eine dauerhafte Anpachtung durch das Deutsche Jugendherbergswerk „an den Forderungen der Fürstenbergschen Verwaltung über evtl. eintretende Waldbeschädigungen durch die Wanderer“ scheiterte.
Im selben Jahr pachtete Norbert Bilsing die Burg. Anfangs nutzte er sie hauptsächlich für landwirtschaftliche Zwecke, daneben eröffnet er eine kleine Gastwirtschaft. 1932 bis 1934 befand sich in der Burg ein Lager des Freiwilligen Arbeitsdienstes (Freiwilliger Arbeitsdienst), danach diente sie als Heim für das Landschuljahr, das vom NS-Regime 1934 als Pflichtjahr für schulentlassene Mädchen eingeführt worden war. Während des Zweiten Weltkriegs lagerte die Stadt Düsseldorf einen Teil ihrer Kunstschätze in der Burg Schnellenberg ein.
Nach 1945 wurde die Oberburg dann dem Eisenbahnsozialwerk als Erholungsheim verpachtet, während die Vorburg mit Seitenflügel von der Pächterfamilie Bilsing als Pensions- und Wirtschaftsräume genutzt wurde. 1957 gab die Familie die Landwirtschaft auf, ein Jahr später eröffnete sie das „Burghotel“. Nach dem Tod des ersten Pächters Norbert Bilsing 1958 übernahmen seine Söhne Norbert jr. und Ulrich das Geschäft. In den 60er Jahren betrieben sie einen kleinen Zoo mit Braunbären, Rehen und Affen vor der Burg.
Die Familie Bilsing betreibt noch heute Hotel und Restaurant, ebenso wie sich die Burg noch heute im Eigentum der Familie Freiherr von Fürstenberg-Herdringen befindet. Die Stadt Attendorn bietet im Kreuzgewölbe standesamtliche Trauungen an.

## Kapelle

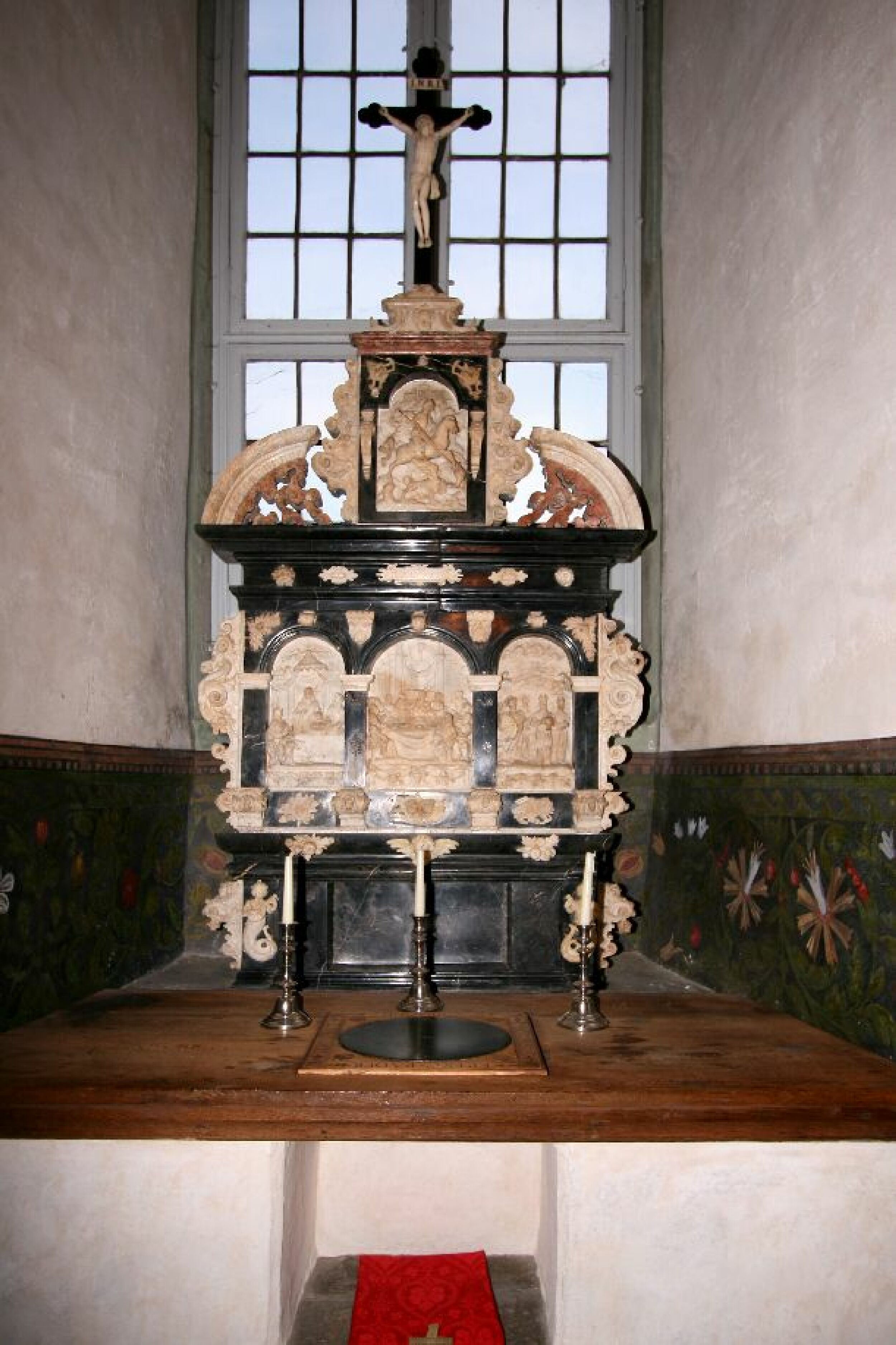
Georgs-Altar

Besonders erwähnenswert ist die St.-Georg-Kapelle in der Oberburg. Sie ist im Stil des Manierismus gehalten und noch komplett im Originalzustand von 1600 erhalten. Sie wurde im Rahmen des Umbaus der Burg durch Caspar von Fürstenberg errichtet, die Baukosten stiftete sein Bruder Dietrich. Das Porträt des Fürstbischofs ist auf der Decke angebracht. Der Grundriss der Kapelle beträgt vier mal vier Meter. Die Ausschmückung im rund sieben Meter hohen Raum stammt im Bereich der Wand- und Deckenbemalung von Augustinus Jodefeld aus Paderborn, während die Frankfurter Künstler Hans Miltenberger und Johann Hocheisen für die Schnitz- und Steinarbeiten zuständig waren. Die Bemalung wurde 1837 übertüncht, konnte aber ab 1974 wiederhergestellt werden. Der dem Heiligen Georg geweihte Altar befindet sich in der Ostseite, Holzemporen sind im Norden und Westen zu finden.

## Sonstiges
In der Umgebung der Burg liegen der Biggesee und die Atta-Höhle. In der Sage Der Glockenguß zu Attendorn von Ludwig Bechstein kommt auch das Schloss Schnellenberg vor: '